# Mac OS Classic
Ej att förväxla med det senare Mac OS, tidigare kallat Mac OS X.
Mac OS Classic är en grupp operativsystem för Macintosh skapat av Apple, varav de nyaste officiellt hette Mac OS. Den sista versionen var System 9.2.2. Mac OS ersattes kring sekelskiftet 2000 med Mac OS (då kallat "Mac OS X"), som tekniskt sett är ett helt annat och mer modernt operativsystem. Mac OS Classic eller Classic Mac OS används ofta som samlingsnamn för de olika versionerna av operativsystemet före Mac OS X.

## Historik

### System Software 1–5
År 1984 lanserades den första Macintosh-datorn, Macintosh 128k. System 1.0 och Finder 1.0 ingick. Totalt omfattade systemet 216 kilobyte. Som en jämförelse kom Mac OS 9 på en CD-skiva och krävde flera hundra megabyte, alltså tusenfalt mer. I System 1 användes filsystemet Macintosh File System (MFS), som inte var hierarkiskt och följaktligen bara kunde hantera en nivå med mappar. Till skillnad från Apples mer avancerade dator Lisa klarade de första versionerna av Mac OS inte så kallad multikörning av program. Detta var ett designbeslut som berodde på den första Macens begränsade minne, men som olyckligtvis inte blev åtgärdat på ett bra sätt förrän många år senare.
Ungefär ett år senare kom System 2/Finder 4.1. Filsystemet hade nu bytts mot Hierarchical File System (HFS), med många nyheter. Det största var att man kunde ha obegränsat antal nivåer av mappar.
System Software 5 (System 4.2/Finder 6.0) kom 1987 och var första systemet som kunde utnyttja multikörning. Detta skedde emellertid med hjälp av ett systemtillägg (Multifinder, av Apple skrivet som MultiFinder) vilket inte medföljde; det kunde dock erhållas separat från Apple utan extra kostnad. Tillsammans med System 5 lanserades också systemteknologin Color Quickdraw vilket gav operativsystemet stöd för färg. Emellertid fanns det ännu inte färgskärmar att tillgå i någon egentlig utsträckning, varför den praktiska nyttan av Quickdraw-tekniken ännu var liten.

### System Software 6
System 6 släpptes i april 1988 och anses av många vara det första av Macens operativsystem där alla systemets olika teknologier samverkar som ett enda, homogent operativsystem. Dessutom medföljde en förbättrad version av Multifinder, vilket gav operativsystemet inbyggt stöd för multikörning av alla program. Macens system kom att använda kooperativ multikörning fram till dess att Mac OS gjorde sin debut 2001. Sista utgåvan av System 6 hade versionsnumret 6.0.8, och släpptes i april 1991.

### System Software 7
System 7 introducerades i 13 maj 1991 och bjöd på avsevärt bättre multikörning och fler program. År 1995 kom version 7.5 och vid det laget hade Apple börjat kalla systemet för "Mac OS", istället för bara "System Software". Mac OS 7.5.3 (amerikansk version) med uppdateringen 7.5.5 är det senaste operativsystem som i sin helhet finns att hämta gratis från Apple. Sista utgåvan av System 7 hade versionsnumret 7.6.1, och släpptes 7 april 1997.

### Mac OS 8
Nästa stora systemuppgradering kom i 26 juli 1997 och fick namnet Mac OS 8. Det hade ett nytt användargränssnitt kallat Platinum och många nya funktioner, framför allt vad gäller nätverksfunktioner och ett bättre stöd för virtuellt minne. Ett antal av dessa funktioner härrörde från det ambitiösa men i slutändan helt misslyckade projektet – med arbetsnamnet "Copland" – att helt bygga om operativsystemet från 1994–1996. Den 19 januari 1998 kom en uppdatering till version 8.1 som bland annat introducerade filsystemet Hierarchical File System Plus (HFS+), vilket ibland också omnämns Mac OS Extended. Den 7 december samma år kom version 8.5, vilket var den första versionen av Mac OS som krävde en PowerPC-processor; tidigare hade man också kunnat använda en Macintosh med den äldre 68k-processorn från Motorola. MacOS 8.6 var den första versionen som använde en nanokernel och hade stöd för preemptiv-multitasking.

### Mac OS 9
Mac OS 9, kallat Sonata, släpptes 23 oktober 1999 och var ursprungligen endast tänkt som en uppdatering av Mac OS 8 till version 8.7. Det innehöll en del nyheter men var kanske mest en förberedelse inför det nya Unix-baserade och mycket säkra och robusta Mac OS X (där "X" skall utläsas som den romerska siffran "tio"). En uppdatering till version 9.1 kom i januari 2001 och medgav bland annat CD- och DVD-bränning direkt från Finder, utan hjälp av tredjepartsprogram. Den sista versionen av Mac OS Classic som utvecklades var version 9.2.2, vilken släpptes i december 2001. Redan 24 mars samma år hade Apple introducerat det helt nya operativsystemet Mac OS, och uppdateringen av Mac OS 9 till version 9.2.2 kom uteslutande till stånd för att under en övergångsperiod öka kompatibiliteten mellan det äldre Mac OS och Mac OS X.

### Mac OS X / OS X / macOS
Mac OS (då kallat Mac OS X, senare OS X) släpptes 2001, och var ett helt nytt operativsystem baserat på Unix. Det introducerade ett antal nya tekniker (bland annat bättre multikörning och minnesskydd) men byggde till stor del på tekniker som fanns i eller introducerades i Mac OS 9. Det grafiska användargränssnittet från Mac OS 9 utvecklades vidare, också om Unix-program kunde köras under X Window System istället. 
Apple bytte namn på operativsystemet till OS X med släppet av operativsystemets version 10.8 "Mountain Lion" 2012. Det nya namnet användes till 2016, då Apple ändrade namnet till macOS med släppet av version 10.12 "Sierra".